# Emilia Lind
Emilia Yasmine Mizuko Lind, född 27 april 1993 i Göteborgs Masthuggs församling, blev 2016 års "Lyssnarnas Sommarvärd" genom Sveriges Radios lyssnaromröstning.
Emilia Lind var tonåring när modern avled. Detta lämnade henne ensam, då hon saknade kontakt med fadern och inte hade några syskon. Efter gymnasieskolan flyttade hon 2014 till Umeå för att studera till socionom.
Hon har tidigare uppmärksammats för sitt engagemang inom organisationen Ung Cancer.